# 第33回ダヴィッド・ディ・ドナテッロ賞
第33回ダヴィッド・ディ・ドナテッロ賞（だい33かいダヴィッド・ディ・ドナテッロしょう）の授賞式は、1988年6月3日にローマで行われた。

## 受賞とノミネート一覧
太字が受賞者。

### 作品賞
- ラストエンペラー L'ultimo imperatore（監督：ベルナルド・ベルトルッチ）
- インテルビスタ Intervista（監督：フェデリコ・フェリーニ）
- 黒い瞳 Oči čërnye（監督：ニキータ・ミハルコフ）

### 監督賞
- ベルナルド・ベルトルッチ（『ラストエンペラー』）
- フェデリコ・フェリーニ（『インテルビスタ』）
- ニキータ・ミハルコフ（『黒い瞳』）

### 新人監督賞
- ダニエーレ・ルケッティ（『イタリア不思議旅』）
- カルロ・マッツァクラーティ（『Notte italiana』）
- ステファノ・レアーリ（『Laggiù nella giungla』）

### 脚本賞
- レオ・ベンヴェヌーティ、ピエロ・デ・ベルナルディ、カルロ・ヴェルドーネ（『Io e mia sorella』）
- ベルナルド・ベルトルッチ、マーク・ペプロー（『ラストエンペラー』）
- アレクサンドル・アダバシアン、ニキータ・ミハルコフ、スーゾ・チェッキ・ダミーコ（『黒い瞳』）

### プロデューサー賞
- フランコ・ジョヴァレ、ジョイス・ハーリヒー、ジェレミー・トーマス（『ラストエンペラー』）
- シルヴィア・ダミーコ・ベネディコ、カルロ・クッキ（『黒い瞳』）
- アンジェロ・バルバガッロ、ナンニ・モレッティ（『Notte italiana』）

### 主演女優賞
- エレナ・サフォーノワ（『黒い瞳』）
- ヴァレリア・ゴリーノ（『Gli occhiali d'oro』）
- オルネラ・ムーティ（『Io e mia sorella』）

### 主演男優賞
- マルチェロ・マストロヤンニ（『黒い瞳』）
- フィリップ・ノワレ（『Gli occhiali d'oro』）
- カルロ・ヴェルドーネ（『Io e mia sorella』）

### 助演女優賞
- エレナ・ソフィア・リッチ（『Io e mia sorella』）
- ヴィヴィアン・ウー（『ラストエンペラー』）
- シルヴァーナ・マンガーノ（『黒い瞳』）
- マルト・ケラー（『黒い瞳』）

### 助演男優賞
- ピーター・オトゥール（『ラストエンペラー』）
- ガブリエーレ・フェルツェッティ（『Giulia e Giulia』）
- ガレアッツォ・ベンティ（『Io e mia sorella』）

### 撮影監督賞
- ヴィットリオ・ストラーロ（『ラストエンペラー』）
- フランコ・ディ・ジャコモ（『黒い瞳』）
- トニーノ・デリ・コリ（『インテルビスタ』）

### 作曲賞
- エンニオ・モリコーネ（『Gli occhiali d'oro』）
- フランシス・レイ（『黒い瞳』）
- ニコラ・ピオヴァーニ（『イタリア不思議旅』）

### 美術賞
- ブルーノ・チェザーリ、オズワルド・デジデーリ、フェルナンド・スカルフィオッティ（『ラストエンペラー』）
- ダニロ・ドナーティ（『インテルビスタ』）
- マリオ・ガルブリア（『黒い瞳』）

### 衣装デザイン賞
- ジェームズ・アシュソン、ウーゴ・ペリーコリ（『ラストエンペラー』）
- ナナ・チェッキ（『Gli occhiali d'oro』）
- カルロ・ディアッピ（『黒い瞳』）

### 編集賞
- ガブリエッラ・クリスティアーニ（『ラストエンペラー』）
- ニーノ・バラーリ（『インテルビスタ』）
- エンツォ・メニコーニ（『黒い瞳』）

### 録音賞
- ラッファエーレ・デ・ルーカ（『Ultimo minuto』）
- フランコ・ボルニ（『イタリア不思議旅』）
- ベニート・アルキメデ（『Io e mia sorella』）

### 外国人監督賞
- ルイ・マル（『さよなら子供たち』）
- スタンリー・キューブリック（『フルメタル・ジャケット』）
- ジョン・ヒューストン（『ザ・デッド／「ダブリン市民」より』）

### 外国脚本賞
- ルイ・マル（『さよなら子供たち』）
- デヴィッド・マメット（『House of Games』）
- ジョン・パトリック・シャンリィ（『月の輝く夜に』）

### 外国人プロデューサー賞
- スタンリー・キューブリック（『フルメタル・ジャケット』）
- アート・リンソン（『アンタッチャブル』）
- スティーブン・スピルバーグ（『太陽の帝国』）

### 外国人女優賞
- シェール（『月の輝く夜に』）
- グレン・クローズ（『危険な情事』）
- バーブラ・ストライサンド（『ナッツ』）

### 外国人男優賞
- マイケル・ダグラス（『ウォール街』）
- マイケル・ダグラス（『危険な情事』）
- ジャック・ニコルソン（『イーストウィックの魔女たち』）

### 外国映画賞
- さよなら子供たち（監督：ルイ・マル）
- ザ・デッド／「ダブリン市民」より（監督：ジョン・ヒューストン）
- フルメタル・ジャケット（監督：スタンリー・キューブリック）

### アリタリア航空賞
- クラウディア・カルディナーレ

### ダヴィッド・ルキノ・ヴィスコンティ賞
- スタンリー・キューブリック

### ダヴィッド特別賞
- ジュリオ・アンドレオッティ